# Vesmírní kovbojové (film)
Vesmírní kovbojové (v anglickém originále Space Cowboys) je americký dobrodružný film z roku 2000, který režíroval a produkoval Clint Eastwood. Eastwood, Tommy Lee Jones, Donald Sutherland a James Garner v něm hrají čtyři stárnoucí bývalé zkušební piloty, kteří jsou vysláni do vesmíru, aby opravili starý sovětský satelit. Film byl uveden do amerických kin 15. srpna 2000, získal pozitivní hodnocení kritiků a zaznamenal kasovní úspěch.

## Děj
V roce 1958 testují američtí piloti William „Hawk“ Hawkins a Frank Corvin upravený Bell X-2. Hawk se pokusí překonat rychlostní a výškové rekordy, ale letoun ztratí tah a oba se musejí katapultovat, těsně minou bombardér B-50 s navigátorem „Tankem“ Sullivanem. Po přistání se Frank a Hawk poperou, než je rozežene jejich kolega Jerry O’Neill. Jejich nadřízený Bob Gerson oznámí, že vesmírné testy převezme nově vzniklá NASA.
V současnosti NASA zjistí, že sovětský satelit IKON hrozí pádem na Zemi kvůli poruše systému. Zastaralou elektroniku satelitu navrhl kdysi Frank, a tak ho Bob požádá o pomoc. Frank souhlasí, pokud může sestavit svůj starý tým „Daedalus“, včetně Hawka, Tanka a Jerryho. Bob plánuje nahradit je mladšími astronauty, ale kvůli publicitě musí staříci nakonec letět. Starší astronauti překvapí mladší tím, že se obejdou bez moderní techniky.
Po dosažení satelitu posádka zjistí, že ve skutečnosti ukrývá šest jaderných raket, což porušuje smlouvy o zbrojení. Frank odhalí, že Sověti ukradli ovládací systém ze souborů NASA a bez pozemního signálu dojde k automatickému odpálení raket. Plánem je vynést satelit do hlubokého vesmíru, ale mladý astronaut Ethan Glance se pokusí orbitu stabilizovat a způsobí kolizi se satelitem. Poškozený raketoplán ztrácí kontrolu, Ethan je v bezvědomí a satelit klesá k Zemi.
Frank a Hawk opraví satelit a aktivují raketový pohon, ale potřebují, aby ho někdo ručně navedl do vesmíru. Hawk, který má rakovinu a posledních pár měsíců života, se rozhodne obětovat a splnit si sen přistát na Měsíci. Frank, Tank a Jerry se pokusí nouzově přistát s raketoplánem, ale rychlost je příliš vysoká. S pomocí manévru inspirovaného Hawkem nakonec Frank zvládne bezpečné přistání.
Film končí písní „Fly Me to the Moon“, když kamera zabírá povrch Měsíce, kde Hawk dosáhl svého cíle. Sedí opřený o skálu, dívá se na Zemi a splnil si svůj sen.